# Thelma Hopkinsová
Thelma Elizabeth Hopkinsová, po svatbě Thelma McClernonová (16. března 1936 Kingston upon Hull, Anglie – 10. ledna 2025 Edmonton, Kanada) byla britská atletka, stříbrná olympijská medailistka a mistryně Evropy ve skoku do výšky. Věnovala se také skoku do dálky.

## Sportovní kariéra

### Olympijské hry
Dvakrát reprezentovala na Letních olympijských hrách. Poprvé startovala na olympiádě v Helsinkách v roce 1952, kde skončila těsně pod stupni vítězů, na 4. místě (158 cm). O čtyři roky později na LOH v Melbourne postoupila z kvalifikace do osmnáctičlenného finále. V něm zahajovala na výšce 155 cm a následně uspěla napoprvé i na výškách 160, 164 a 167 cm. Stejně se dařilo i sovětské výškařce Mariji Pisarevové. Obě nakonec shodně neuspěly na výšce 170 cm a podělily se o stříbrnou medaili. Olympijskou vítězkou se stala Mildred McDanielová z USA, která jako jediná ze sedmi výškařek zdolala 170 a posléze i 176 cm.

### Mistrovství Evropy
V roce 1954 se stala ve švýcarském Bernu mistryní Evropy. Ve finále překonala 167 cm a tímto výkonem vytvořila nový rekord šampionátu. Stříbro získala Rumunka Jolanda Balaşová, jež zdolala 165 cm a bronzovou medaili vybojovala Olga Modrachová, která překonala 163 cm.
Zúčastnila se také evropského šampionátu v Bělehradě v roce 1962, kde startovala v pětiboji (80 m překážek, vrh koulí, skok do výšky, skok daleký, běh na 200 m). Závod však nedokončila.

### Ostatní úspěchy
Třikrát startovala na Hrách Commonwealthu (1954, 1958, 1962). Největšího úspěchu dosáhla v roce 1954, kdy se hry konaly v kanadském Vancouveru. Zde reprezentovala Severní Irsko a vybojovala zlatou medaili ve skoku do výšky a stříbrnou medaili ve skoku dalekém.
Dne 5. května 1956 v Belfastu vytvořila výkonem 174 cm nový světový rekord ve skoku do výšky. Po necelých dvou letech vylepšila tehdejší světové maximum Alexandry Čudinové, jež v Kyjevě 22. května 1954 skočila 173 cm. O prvenství přišla 14. července 1956, kdy v Bukurešti skočila Jolanda Balaşová 175 cm. V témže roce se hodnota světového rekordu posunula ještě jednou, když 1. prosince na LOH v Melbourne překonala Američanka Mildred McDanielová 176 cm.
V roce 1961 startovala na světové letní univerziádě v Sofii, kde získala bronzovou medaili ve výšce (165 cm). V dálkařském sektoru obsadila 5. místo.